# Otto Rathsman
Per Otto Gustaf Rathsman, född 14 augusti 1917 i Ljung, Östergötlands län, död 15 juni 1986 i Abbekås, var en svensk diplomat.

## Biografi
Rathsman avlade studentexamen i Linköping 1936 och juris kandidatexamen i Uppsala 1939 innan han blev attaché vid Utrikesdepartementet (UD) 1940. Han tjänstgjorde i New York 1942, Washington 1943, Buenos Aires 1945, extra ordinarie förste sekreterare där 1950, extra ordinarie förste beskickningssekreterare i London 1950, förste sekreterare 1953, förste beskickningssekreterare i Ottawa 1953, förste sekreterare 1957, byråchef vid UD 1957, ambassadråd i New Delhi 1959, sändebud i Nairobi jämväl Dar es-Salaam, Kampala och Lusaka 1962-1966, Caracas jämväl Santo Domingo och Port of Spain 1966-1970, Bukarest 1970–1973, Bagdad 1973–1975, generalkonsul i São Paulo 1976–1980, San Francisco 1980–1981 och medlare vid Neutrala nationernas övervakningskommission i Korea 1982–1983.
Rathsman var son till kyrkoherden Otto Rathsman och Sara Svensson. Han var gift två gånger. Rathsman var gift första gången 1944–1954 med Ulla Wennerberg (född 1921). Han gifte sig andra gången 1955 med Gunilla Beskow (född 1927), dotter till civilingenjören Fritz Beskow och Rut Mellander. Barn: i första äktenskapet Ulf (född 1945), Lena (född 1947), Katarina (född 1949), i andra äktenskapet Otto (född 1956) och Peter (född 1957). Rathsman gravsattes den 21 juli 1986 i minneslunden vid Skogskyrkogården.

## Utmärkelser
- Kommendör av Isländska falkorden (KIFO)[1]
- Officer av Nederländska Oranien-Nassauorden (OffNedONO)[1]
- Riddare av Bulgariska Civilförtjänstorden (RBulgCfO)[1]
- Riddare av Mexikanska Örnorden (RMexÖO)[1]